# Coll del Torn (Caudiers de Conflent)
El Coll del Torn és una collada situada a 1.898,6 metres d'altitud al límit dels termes comunals de Caudiers de Conflent, de la comarca del Conflent, i de Matamala, de la del Capcir, tots dos a la Catalunya del Nord.
És a l'extrem oest del terme de Caudiers de Conflent i a la zona sud-est del de Matamala, al costat de ponent del Bosc Estatal del Camí Ramader. En el vessant de Matamala hi ha el Refugi del Coll del Torn. És al nord-est del Puig del Caputxet.
Aquest coll sol ser lloc de pas de moltes excursions a peu, d'esquí de fons, amb raquetes o amb bicicleta de muntanya.